# 알빈 에크달
알빈 에크달(스웨덴어: Albin Ekdal, 1989년 7월 28일 ~ )은 스웨덴의 축구 선수이다. 포지션은 미드필더이며, 현재 세리에 A의 스페치아에서 뛰고 있다.

## 국가대표팀 경력
에크달은 2011년 8월 10일에 열린 우크라이나와의 친선전에서 스웨덴 축구 국가대표팀 데뷔전을 치렀다.
2018년 5월, 러시아에서 열린 2018년 FIFA 월드컵에 참가하는 스웨덴 축구 국가대표팀 명단 23인에 포함되었다.